# Мурисиландия

Мурисиландия на карте штата.

Мурисиландия (порт. Muricilândia) — муниципалитет в Бразилии, входит в штат Токантинс. Составная часть мезорегиона Западный Токантинс. Входит в экономико-статистический микрорегион Арагуаина. Население составляет  3 152 человека на 2010 год. Занимает площадь 1 186,652 км². Плотность населения — 2,66 чел./км².

## Демография
Согласно сведениям, собранным в ходе переписи 2010 г. Национальным институтом географии и статистики (IBGE), население муниципалитета составляет:
| Полное население                               | Полное население                               | Полное население                               | Полное население                               | 3 152 |
| ---------------------------------------------- | ---------------------------------------------- | ---------------------------------------------- | ---------------------------------------------- | ----- |
| в том числе:                                   | Городское население                            | 1 800                                          | Процент городского населения, %                | 57,11 |
|                                                | Сельское население                             | 1 352                                          | Процент сельского населения, %                 | 42,89 |
|                                                | Мужское население                              | 1 657                                          | Процент мужского населения, %                  | 52,57 |
|                                                | Женское население                              | 1 495                                          | Процент женского населения, %                  | 47,43 |
| Плотность населения, чел/км²                   | Плотность населения, чел/км²                   | Плотность населения, чел/км²                   | Плотность населения, чел/км²                   | 2,66  |
| Население муниципалитета в % к населению штата | Население муниципалитета в % к населению штата | Население муниципалитета в % к населению штата | Население муниципалитета в % к населению штата | 0,23  |

По данным оценки 2016 года население муниципалитета составляет 3 433 жителя.

## Статистика
- Валовой внутренний продукт на 2003 составляет 7.718.986,00 реалов (данные: Бразильский институт географии и статистики).
- Валовой внутренний продукт на душу населения на 2003 составляет 2.910,63 реалов (данные: Бразильский институт географии и статистики).
- Индекс развития человеческого потенциала на 2000 составляет 0,610 (данные: Программа развития ООН).

## Важнейшие населенные пункты
| № | Населённый пункт | Населённый пункт (порт.) | Категория | Население чел. (2010) | На карте                       |
| - | ---------------- | ------------------------ | --------- | --------------------- | ------------------------------ |
| 1 | Мурисиландия     | Muricilândia             | город     | 1 800                 | 7°08′42″ ю. ш. 48°36′28″ з. д. |
| 2 | Кокаландия       | Cocalândia               | поселок   | 342                   | 7°13′29″ ю. ш. 48°37′17″ з. д. |